# Ніжинська єпархія УПЦ (МП)
Ніжинська єпархія — єпархія УПЦ з центром у Ніжині, яка охоплює південно-східні райони Чернігівської області.

## Історія
Ніжинську єпархію УПЦ МП утворено рішенням синоду УПЦ МП від 31 травня 2007 року шляхом виділення її із складу Чернігівської єпархії. Єпархія об'єднує приходи і монастирі на території Бахмацького, Бобровицького, Борзнянського, Варвинського, Ічнянського, Коропського, Ніжинського, Носівського, Прилуцького, Срібнянського і Талалаївського районів Чернігівської області.
18 квітня 2008 змінено титул керівних архієреїв Ніжинської єпархії з «Ніжинський і Батуринський» на «Ніжинський і Прилуцький».
25 вересня 2019 року на пленарному засіданні 19 сесії обласної ради сьомого скликання депутати облради безоплатно передали зі спільної власності територіальних громад сіл, селищ, міст Чернігівської області у власність Свято-Благовіщенському чоловічому монастирю Ніжинської єпархії УПЦ МП пам'ятку архітектури національного значення — будинок крамниць Благовіщенського монастиря.

## Правлячий Архієрей
- Іриней (Семко) митрополит Ніжинський і Прилуцький 10 червня 2007 — 23 вересня 2017

- Амвросій (Полікопа) митрополит Чернігівський і Новгород-Сіверський в. о. 23 вересня 2017 — 21 грудня 2017

- Климент (Вечеря) митрополит Ніжинський і Прилуцький із 21 грудня 2017

## Структура
На сьогоднішній день штат Єпархіального управління складається з:
- Правлячого Архієрея,
- Секретаря Єпархіального управління,
- Голови інформаційно-просвітницького відділу,
- Голови відділу релігійної освіти та катехізації,
- Голови відділу по взаємодії зі Збройними Силами та іншими військовими формуваннями України,
- Голови Єпархіального відділу по взаємодії з козацтвом,
- Голови юридичного відділу

## Статистичні дані

### Благочинницькі благочинні округи
- Бахмацький
- Бобровицький
- Борзнянський
- Варвинський
- Ічнянський
- Коропський
- Ніжинський 1-й
- Ніжинський 2-й
- Носівський
- Прилуцький 1-й
- Прилуцький 2-й

### Парафії
Загальна кількість парафій на 01.01.2018 р. — 242

### Духовенство
- Всього — 200
- Архімандритів — 7
- Ігуменів — 3
- Ієромонахів — 9
- Протоієреїв — 145
- Ієреїв — 27
- Протодияконів — 5
- Дияконів — 3

### Загальні відомості про монастирі
- загальна кількість монастирів — 5
- чоловічих — 1
- жіночих — 4
- загальна кількість ченців — 67

Перелік монастирів (станом на 10.05.2021):
- Благовіщенський монастир — чоловічий
- Введенський монастир — жіночий
- Миколаївський Крупицький монастир — жіночий
- Миколаївський Пустинно-Рихлівський монастир — жіночий
- Густи́нський Свято-Троїцький монасти́р — жіночий
- Подвір'я на честь ікони Божої Матері «Цілителька» Густи́нського Свято-Троїцького жіночого монастиря (м.Прилуки)
- Стрітенське подвір'я Густи́нського Свято-Троїцького жіночого монастиря (м.Прилуки)